# Gabriella Da Silva Fick
Gabriella Da Silva Fick (* 23. August 2000 in Collaroy) ist eine australische Tennisspielerin.

## Karriere
Da Silva Fick begann im Alter von acht Jahren mit dem Tennissport. Sie spielt vor allem Turniere der ITF Women’s World Tennis Tour, wo sie bislang einen Titel im Einzel und sieben im Doppel gewann.
Im Oktober 2016 erreichte sie mit ihrer Partnerin Jaimee Fourlis das Hauptfeld im Doppel bei den mit 50.000 US-Dollar dotierten Bendigo Tennis International. Eine Woche später erreichte sie mit ihrer Partnerin Seone Mendez ebenfalls über die Qualifikation das Hauptfeld im Doppel der Canberra Tennis International. Im Dezember gewann sie die australische U16-Meisterschaft.
2017 bestritt sie ihr erstes Grand-Slam im Juniorenbereich bei den Australian Open, wo sie sowohl im Einzel als auch im Doppel antrat. Im Einzel erreichte sie mit einem Sieg über Catherine McNally die zweite Runde, während sie im Doppel bereits in der ersten Runde ausschied.
2018 trat sie erneut bei den Juniorinnenkonkurrenzen der Australian Open an. Im Einzel erreichte sie mit einem Sieg über Nika Radišić die zweite Runde, im Doppel erreichte sie mit ihrer Partnerin Ivana Popovic das Viertelfinale. Im Dezember 2018 gewann sie die australische Meisterschaft in der U18-Konkurrenz.
2019 startete Da Silva Fick mit einer Wildcard in der Qualifikation zu den Hobart International einem mit 250.000 US-Dollar dotierten Turnier der WTA Tour. Sie unterlag aber bereits in der ersten Runde Anna Blinkowa mit 4:6 und 2:6. Bei den Australian Open erhielt sie eine Wildcard für die Qualifikation zum Dameneinzel, verlor jedoch ebenfalls bereits in der ersten Qualifikationsrunde gegen Ljudmila Samsonowa mit 4:6, 6:4 und 4:6.

## Turniersiege

### Einzel
| Nr. | Datum         | Turnier   | Kategorie | Belag | Finalgegnerin | Ergebnis      |
| --- | ------------- | --------- | --------- | ----- | ------------- | ------------- |
| 1.  | 24. März 2024 | Swan Hill | ITF W35   | Rasen | Emerson Jones | 3:6, 6:3, 6:1 |

### Doppel
| Nr. | Datum           | Turnier       | Kategorie | Belag     | Partnerin         | Finalgegnerinnen                             | Ergebnis          |
| --- | --------------- | ------------- | --------- | --------- | ----------------- | -------------------------------------------- | ----------------- |
| 1.  | 14. Juni 2019   | Kaltenkirchen | ITF W15   | Sand      | Anna Klasen       | Albina Xabibulina Oana Georgeta Simion       | 6:4, 7:5          |
| 2.  | 29. Juni 2019   | Alkmaar       | ITF W15   | Sand      | Emily Arbuthnott  | Eva Vedder Stéphanie Visscher                | 6:4, 1:6, [10:8]  |
| 3.  | 4. Juni 2022    | Iraklio       | ITF W15   | Sand      | Eleni Christofi   | Marija Berhen Beatris Spassowa               | 6:0, 6:1          |
| 4.  | 19. Mai 2023    | Monzón        | ITF W25   | Hartplatz | Marie Weckerle    | Laura Garcia Astudillo Georgina García Pérez | 6:2, 6:1          |
| 5.  | 22. Juli 2023   | Porto         | ITF W40   | Hartplatz | Alexandra Osborne | Francisca Jorge Matilde Jorge                | 6:4, 6:3          |
| 6.  | 15. März 2025   | Mildura       | ITF W35   | Rasen     | Lizette Cabrera   | Alicia Smith Belle Thompson                  | 2:6, 6:3, [12:10] |
| 7.  | 16. August 2025 | Tweed Heads   | ITF W15   | Hartplatz | Monique Barry     | Alana Subasic Belle Thompson                 | 6:4, 6:1          |